# Charybdis riversandersoni
Charybdis riversandersoni är en kräftdjursart som beskrevs av Alcock 1899. Charybdis riversandersoni ingår i släktet Charybdis och familjen simkrabbor. Inga underarter finns listade i Catalogue of Life.